# Joceline Wind
Joceline Wind (* 12. September 2000) ist eine Schweizer Leichtathletin, die im Mittel- und Langstreckenlauf antritt.

## Sportliche Laufbahn
Erste internationale Erfahrungen auf leichtathletischer Ebene sammelte Joceline Wind bei den Crosslauf-Europameisterschaften 2018 in Tilburg, bei denen sie nach 14:32 min auf den 34. Platz im U20-Rennen gelangte. Im Jahr darauf schied sie bei den U20-Europameisterschaften in Borås mit 4:29,48 min in der ersten Runde im 1500-Meter-Lauf aus. 2021 gelangte sie bei den U23-Europameisterschaften in Tallinn mit 4:19,57 min auf Rang zehn und 2023 schied sie bei den Halleneuropameisterschaften in Istanbul mit 4:25,14 min im Vorlauf aus. Im August schied sie bei den Weltmeisterschaften in Budapest mit 4:14,86 min in der ersten Runde aus. Im Jahr darauf verpasste sie bei den Hallenweltmeisterschaften in Glasgow mit 4:15,29 min den Finaleinzug über 1500 Meter. Im Juni schied sie bei den Europameisterschaften in Rom mit 4:15,06 min im Vorlauf über 1500 Meter aus. 2025 belegte sie bei den Halleneuropameisterschaften in Apeldoorn in 4:10,42 min den achten Platz, ehe sie bei den Hallenweltmeisterschaften in Nanjing mit 4:17,81 min im Vorlauf ausschied. Ende Juni wurde sie bei der 1. Liga der Team-Europameisterschaft in Madrid in 4:10,83 min Achte, ehe sie bei den World University Games in Bochum in 4:19,96 min die Goldmedaille gewann.
In den Jahren 2021 und 2023 wurde Wind Schweizer Meisterin im 1500-Meter-Lauf im Freien sowie 2021 und 2025 in der Halle.

## Persönliche Bestleistungen
- 800 Meter: 2:02,05 min, 10. Juni 2023 in Genf
  - 800 Meter (Halle): 2:03,03 min, 27. Januar 2024 in Magglingen
- 1500 Meter: 4:01,59 min, 4. Juli 2025 in Tomblaine
  - 1500 Meter (Halle): 4:09,62 min, 15. Februar 2025 in Lyon